# 寛政村
寛政村（かんせいむら）は、愛知県愛知郡にあった村。現在の名古屋市港区の一部にあたる。江戸時代に開拓された新田地帯。

## 地理
堀川と庄内川の下流域に位置していた。

## 歴史
- 1889年（明治22年）10月1日、町村制の施行により、愛知郡熱田前新田、宝神新田、稲永新田、甚兵衛後新田が合併して村制施行し、寛政村が発足[1][2]。旧村名を継承した熱田前新田、宝神新田、稲永新田、甚兵衛後新田の4大字を編成[2]。
- 1891年（明治24年）濃尾地震で家屋31戸が全壊した[2]。
- 1906年（明治39年）5月10日、愛知郡明徳村、宝田村と合併し、小碓村を新設して廃止された[1][2]。合併後、小碓村大字熱田前新田・宝神新田・稲永新田・甚兵衛後新田となる[2]。

### 地名の由来
中心の熱田前新田が寛政12年（1800年）に開拓されたことから。

## 産業
- 農業[2]

## 教育
- 1892年（明治25年）西田尋常小学校、中川尋常小学校開校[2]。